# Lijst van premiers van Saint Kitts en Nevis
Hieronder staat een chronologische lijst van premiers van Saint Kitts en Nevis.

## Premiers van Saint Kitts en Nevis (1983-heden)
| Nr. | Premier          | Premier                 | Ambtstermijn                       | Partij                   | Partij |
| --- | ---------------- | ----------------------- | ---------------------------------- | ------------------------ | ------ |
| 1   | Kennedy Simmonds | Kennedy Simmonds (1936) | 19 september 1983 - 7 juli 1995    | People's Action Movement |        |
| 2   | Denzil Douglas   | Denzil Douglas (1953)   | 7 juli 1995 - 18 februari 2015     | Labour Party             |        |
| 3   | Timothy Harris   | Timothy Harris (1964)   | 18 februari 2015 - 6 augustus 2022 | People's Labour Party    |        |
| 4   | Terrance Drew    | Terrance Drew (1976)    | 6 augustus 2022 - heden            | Labour Party             |        |